# Rich Gaspari
Rich Gaspari, pseud. The Dragon Slayer (ur. 16 maja 1963 r. w New Jersey) – amerykański kulturysta. W 2004 r. włączony do IFBB Hall of Fame.

## Biogram
Gaspari mieszka w Lakewood (USA) jego żoną jest Liz Gaspari, która wspólnie z nim prowadzi firmę produkującą suplementy dla sportowców " Gaspari Nutrition".
Mierzy 178 cm. Jego waga w sezonie (konkurencji kulturystycznych) wynosi do 102 kg, poza sezonem zaś − ok. 110 kg.
Kulturystyką zainteresował się jako czternastolatek. W latach 1983–1996 był aktywnym zawodowo kulturystą. Jego największymi osiągnięciami było zdobycie tytułów Mr. Universe (w 1983 roku) i Arnold Classic (w 1989). Trzykrotnie (1986, 1987, 1988) zdobył srebrny medal na zawodach Mr. Olympia tj. był trzykrotnie zawodowym wicemistrzem świata.
Podobnie, jak wielu byłych i obecnych kulturystów, Gaspari założył własną firmę. Gaspari Nutrition, o której mowa, funkcjonuje od roku 2001. Produkty tej firmy to, m.in., "IntraPro", "SuperPump250" i "Size ON", trzy popularne suplementy kulturystyczne.